# Hipposideros cryptovalorona
Hipposideros cryptovalorona (Goodman, Schoeman, Rakotoarivelo & Willows-Munro, 2016) è un pipistrello della famiglia degli Ipposideridi endemico del Madagascar.

## Etimologia
L'epiteto specifico deriva dalla combinazione della parola greca κρυπτός-, nascosto e da quella in dialetto Sakalava -valorona, utilizzata dai locali per identificare questo animale e il cui significato è naso ad otto, con chiara allusione alla struttura complessa della foglia nasale.

## Descrizione

### Dimensioni
Pipistrello di grandi dimensioni, con la lunghezza della testa e del corpo tra 119 e 123 mm, la lunghezza dell'avambraccio tra 80 e 81 mm, la lunghezza della coda tra 30 e 34 mm, la lunghezza del piede tra 14 e 15 mm, la lunghezza delle orecchie tra 26 e 27 mm e un peso fino a 42,5 g.

### Aspetto
La pelliccia è relativamente corta e densa, più arruffata sul dorso. Le parti dorsali sono marroni chiare, più brizzolate lungo la spina dorsale, mentre le parti ventrali sono più chiare. La foglia nasale presenta un setto nasale piccolo, tre fogliette laterali, con la più interna provvista di una rientranza centrale, la porzione anteriore presenta due setti che la dividono in tre celle ben separate, senza ispessimenti laterali. Le orecchie sono separate tra loro, strette alla base e con la punta arrotondata. L'estremità della coda si estende leggermente oltre l'ampio uropatagio.

## Biologia

### Alimentazione
Si nutre di insetti.

### Riproduzione
Una delle due femmine catturate in dicembre aveva un embrione ben sviluppato.

## Distribuzione e habitat
Questa specie è conosciuta soltanto attraverso due femmine catturate nel Parco nazionale dell'Isalo e presso Itampolo, nella parte sud-occidentale del Madagascar.
Vive nelle boscaglie tra arbusteti spinosi.

## Conservazione
Questa specie, essendo stata scoperta solo recentemente, non è stata sottoposta ancora a nessun criterio di conservazione.